# Elizabeth Poblete
Elizabeth Francesca Poblete Fernández (Santiago, 28 de septiembre de 1987) es una halterófila chilena. Ganó una medalla de bronce en el Campeonato Panamericano de Halterofilia de 2009 en la categoría de +75 kg. Además, participó en los Juegos Olímpicos de Pekín 2008, ocupando el octavo lugar en la categoría de 75 kg.

## Carrera
Comenzó a practicar el levantamiento de pesas a la edad de 14 años, para "bajar de peso". En el Sudamericano disputado en Venezuela el año 2004 ganó tres medallas de bronce en la categoría 75 kg. Tres años después, en el Panamericano Juvenil de Cuba conquistó una medalla de oro.
En el Preolímpico de Perú de abril de 2008 logró clasificar a los Juegos Olímpicos del mismo año con 197 kilos, 92 en arranque y 105 en envion. En la cita de los anillos resultó última entre las doce competidoras que componían su serie, al totalizar nuevamente 197 kilos, esta vez 91 en arranque y 106 en envion. El oro fue para la china Lei Cao, quien levantó 282 kilos. Con la plata se quedó la kazaja Alla Vazhenina (266 kilos), y con el bronce la rusa Nadezda Evstyukhina (264 kilos)
El 11 de diciembre de 2009, a los 22 años, Elizabeth dio a luz inesperadamente, ya que no sabía que estuviese embarazada. El recién nacido, en estado crítico, tuvo que ser ingresado en el hospital y tratado en una incubadora. Según la federación chilena, que ejerció de portavoz ante el suceso durante la recuperación de la deportista, fue el estrés y la exigente rutina física y alimentaria las que pudieron impedir que supiera de su embarazo. Días más tarde fallece la criatura.

## Palmarés internacional
| Campeonato Panamericano | Campeonato Panamericano | Campeonato Panamericano | Campeonato Panamericano |
| Año                     | Lugar                   | Medalla                 | Categoría               |
| ----------------------- | ----------------------- | ----------------------- | ----------------------- |
| 2009                    | Chicago, Estados Unidos | Medalla de bronce       | +75 kg                  |